# Ханс Шенк фон Таутенбург Стари
Ханс Шенк фон Таутенбург „Стари“ (на немски: Hans Schenk von Tautenburg „der Ältere“; † 1529) е шенк на Таутенбург близо до Йена в Тюрингия.
Той е вторият син на рицар Ханс Шенк фон Таутенбург († сл. 1475) и втората му съпруга Анна фон Плауен († 1501), дъщеря на Хайнрих IX фон Ройс-Грайц „Стари“ († 1476) и Магдалена фон Шварценберг († 1498). Потомък е на Рудолф Шенк фон Фаргула (* пр. 1178; † сл. 1217) и Рудолф Шенк фон Фаргула († сл. 1130).
Брат е на Георг Шенк фон Таутенбург-Фрауенприсниц († 1512) и Рудолф Шенк фон Таутенбург († 1516/1519) и полубрат на Бусо Шенк фон Таутенбург († 1495). Сестра му Маргарета Шенк фон Таутенбург († 1523) е омъжена 1497/1499 г. за граф Ернст XIII фон Глайхен-Рембда († 1504).
На 3 август 1640 г. с Кристиан Шенк фон Таутенбург измира тюрингската линия на шенките фон Таутенбург и господството е взето от Курфюрство Саксония.

## Фамилия
Ханс Шенк фон Таутенбург „Стари“ се жени 1518 г. за Аделхайд фон Дипхолц († 14 август 1521), дъщеря на граф Рудолф IV фон Дипхолц († сл. 1510) и Елизабет фон Липе († сл. 1527), дъщеря на Бернхард VII фон Липе (1429 – 1511) и графиня Анна фон Холщайн-Шауенбург († 1495). Те имат две деца:
- Анна Шенк фон Таутенбург († сл. 1540), омъжена за бургграф Албрехт фон Дона († сл. 1540)
- син

Ханс Шенк фон Таутенбург „Стари“ се жени втори път на 9 август 1526 г. за Анна фон Глайхен († сл. 1539). Те имат един син:
- Рудолф фон Фаргула (1527 – 1540)